# (546974) 2010 BP153
(546974) 2010 BP153 est un objet transneptunien faisant partie du disque des objets épars, d'un diamètre estimé à 230 km.